# Gene Quintano
Gene Quintano (Nova York, 1946) és un guionista, actor, productor, director de cinema estatunidenc. És conegut per escriure les seqüeles de la pel·lícula Boja acadèmia de policia i dirigir el western Dollar for the Dead i la paròdia d'acció Amb l'arma a punt, ambdues protagonitzades per Emilio Estevez.

## Filmografia parcial

### Guionista
- 1981: Comin' at Ya!, de Ferdinando Baldi
- 1983: Treasure of the Four Crowns, de Ferdinando Baldi
- 1984: Making the Grade, de Dorian Walker
- 1985: Les mines del rei Salomó (King Solomon's Mines), de J. Lee Thompson
- 1986: Boja acadèmia de policia 3 (Police Academy 3: Back in Training), de Jerry Paris
- 1987: Boja acadèmia de policia 4 (Police Academy 4: Citizens on Patrol), de Jim Drake
- 1987: Allan Quatermain a la ciutat perduda d'or (Allan Quatermain and the Lost City of Gold), de Gary Nelson
- 1990: Honeymoon Academy, de Gene Quintano
- 1993: Amb l'arma a punt (Loaded Weapon 1), de Gene Quintano
- 1995: Operation Dumbo Drop, de Simon Wincer
- 1995: Sudden Death, de Peter Hyams
- 1998: Dollar for the Dead, de Gene Quintano (TV)
- 1999: Outlaw Justice, de Bill Corcoran (TV)
- 2000: The Musketeer, de Peter Hyams
- 2002: Confessions of an Ugly Stepsister, de Gavin Millar (TV)
- 2004: Funky Monkey, de Harry Basil

### Director
- 1990: Per què jo? (Why Me ?)
- 1990: Honeymoon Academy
- 1993: Amb l'arma a punt (Loaded Weapon 1)
- 1998: Dollar for the Dead

### Productor
- 1981: Comin' at Ya!, de Ferdinando Baldi (+ actor)
- 1983: Treasure of the Four Crowns, de Ferdinando Baldi (+ actor)